# Teorías de la conspiración del 11M

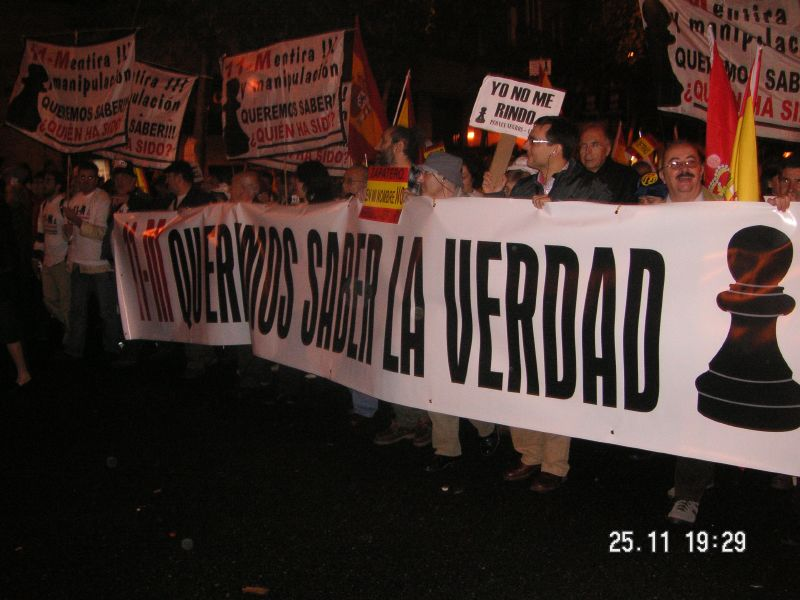
Pancarta de los Peones Negros en la manifestación convocada por la Asociación de Víctimas del Terrorismo el 25 de noviembre de 2006 contra el Gobierno de José Luis Rodríguez Zapatero. La pancarta dice "11-M Queremos saber la verdad". El pequeño cartel sobreimpresionado sobre la bandera española que aparece sostenido por un manifestante en el centro dice "Zapatero - En mi nombre NO", junto a una pancarta con un peón negro y el lema "Yo no me rindo".

Las teorías de la conspiración del 11M es un término empleado para aglutinar las denuncias e hipótesis que formularon periodistas como Casimiro García-Abadillo, Pedro J. Ramírez, Fernando Múgica Goñi, Eduardo García Serrano, Xavier Horcajo, el locutor Federico Jiménez Losantos y otras personas que investigaron la instrucción del sumario de los atentados del 11 de marzo de 2004, como Luis del Pino y Juan Antonio Tirado. Estas informaciones fueron publicadas en diversos medios de prensa, radio y televisión, como el diario El Mundo, Libertad Digital y esRadio, COPE, Radio Internacional, Intereconomía Televisión y Distrito TV.  
La razón, o la causa principal, de todas estas «teorías» surgidas en torno a los atentados yihadistas del 11 de marzo de 2004 se encuentra en las elecciones generales que se iban a celebrar tres días después de los atentados yihadistas, el 14 de marzo de 2004. Ese mismo día 11, en el seno del Gobierno se hicieron valoraciones: «Si ha sido ETA, barremos; si han sido los islamistas, gana el PSOE» . Más recientemente, José Manuel García-Margallo, ministro de Exteriores con Rajoy, en su libro Memorias heterodoxas de un político de extremo centro (2020), recuerda una conversación con dos de los asesores más directos del entonces candidato a la presidencia: «Cuando al rato entraron Pedro Arriola y Paco Villar, les pregunté: 'Pero, ¿sabemos quién ha sido?'. 'Todavía no' —me respondieron—. Si ha sido ETA nos salimos del mapa, pero si han sido los yihadistas, nos vamos a casa».
Esa importante valoración sobre las consecuencias de una u otra autoría de los atentados explica la precipitación y la mala gestión de la comunicación oficial sobre los atentados y la consiguientes «teorías de la conspiración» para justificarla. Hasta entonces, ningún medio de comunicación, o periodista de renombre, había puesto en cuestión el trabajo de la Justicia, la Fiscalía y las Fuerzas y Cuerpos de Seguridad en la lucha contraterrorista.

## Teorías de la conspiración: inicio, método y objetivos

### El inicio
A las pocas horas de producirse las explosiones, surge el rumor de que el explosivo utilizado había sido dinamita Titadyn, la que habitualmente utilizaba la banda criminal ETA. Sin embargo, los TEDAX-NRBQ pensaban otra cosa porque en las bombas sin explosionar localizadas en Atocha y El Pozo, antes de ser neutralizadas, habían observado que la sustancia explosiva era de color blanco (Titadyn es de color rojo). Nota informativa de 12 de marzo de 2004, folio número 1629 del sumario 20/04.
A pesar de que esto fue comunicado a las autoridades policiales, inmediatamente, sobre las 10 horas de ese mismo día 11, por el comisario jefe de los TEDAX-NRBQ, las autoridades políticas y algunos medios de comunicación, obviaron esta información y siguieron insistiendo en la autoría de la banda terrorista ETA. 
El inicio de dichas teorías está en el artículo publicado en El Mundo el 23 de abril de 2004, 39 días después de los atentados. En él se cuestionaba la veracidad como prueba de la mochila con una bomba, que no llegó a estallar, encontrada a las 2:40 horas de la madrugada del 12 de marzo en la comisaría de Puente de Vallecas, entre los objetos de las víctimas recuperados en la estación. La carga explosiva fue desactivada por los TEDAX-NRBQ de la Policía Nacional, mientras que el teléfono móvil, que tenía como sistema de activación, sirvió para averiguar donde se había comprado, facilitando las primeras detenciones. A ese primer artículo, le sucedieron teorías sobre la posibilidad de que la instrucción del sumario hubiese sido saboteada por la Policía con mentiras al juez instructor, Juan del Olmo, al que entregaban informes contradictorios, declaraciones manipuladas y documentos falsos relacionados con la bolsa bomba.
Pocos días antes de empezar la Comisión de Investigación Parlamentaria del 11 M, el 18 de junio de 2004, un artículo de El Mundo anunciaba la existencia de una trama policial en torno al 11 M, con el que se reforzaban las iniciales y embrionarias teorías. En su texto se centraba la atención en uno de los que sería objeto de reiteradas críticas, el jefe de los TEDAX-NRBQ, Juan Jesús Sánchez Manzano, lo que obedecía a cierta lógica, pues por él pasaba la información de los primeros indicios que se podían obtener en los escenarios de la investigación (lugar de los atentados, furgoneta usada por los terroristas, desactivación de la bomba de Vallecas...) para luego reportarla a sus superiores. Según los protocolos, nadie más que el Comisario jefe podía informar fuera de la especialidad de TEDAX-NRBQ.
En los inicios de estas teorías surge la plataforma más representativa de las mismas: los Peones Negros . Agrupaba al mayor número de personas incrédulas con la versión oficial y fueron apoyados por Luis del Pino, quien creó un blog donde un supuesto "movimiento de investigación ciudadano" analizaba las teorías que iban surgiendo e intercambiaba opiniones. Muchos de los cuales se manifestaban los días 11 de cada mes por toda España con el fin de "homenajear a las víctimas y exigir la verdad". Pasado el décimo aniversario de los atentados su actividad fue decayendo. Este grupo afirmaba que "no saben lo que pasó, pero saben que no pasó lo que dice el sumario". Sus opiniones tuvieron acogida en la emisora de radio City FM Radio, Libertad Digital y el periódico El Mundo. Llegaron a ser multados por la Agencia de Protección de Datos.

### Objetivos y método
El método de las teorías de la conspiración se centra en presuntos fallos, negligencias y contradicciones en la investigación policial, que los autores difunden como manipulaciones conscientes. Según ellos, las hipótesis que formulan se basan en investigaciones periodísticas de los medios y en análisis propios, afirmando ajustarse a los hechos y al sumario. Plantean además incógnitas cuyo no esclarecimiento abría la posibilidad de todo tipo de especulaciones y variaciones sobre lo que dice la versión oficial de la sentencia judicial.
Sin embargo, los detractores de estas teorías, los de la versión oficial, consideran que se basan en verdades a medias, en hechos o noticias fuera de contexto, o en hechos que los teóricos omiten por considerar irrelevantes para los objetivos de su investigación. Si una parte de la opinión pública sostiene que uno de los propósitos de los terroristas fue lograr la retirada de las tropas de Irak, las teorías conspirativas apuntan en otra línea: los autores materiales o los autores intelectuales serían de origen local (ETA) y el verdadero objetivo sería lograr un cambio en el Gobierno, no la retirada de las tropas de Irak. Investigadores y analistas del Real Instituto Elcano, como Fernando Reinares, sostienen que la comisión de los atentados del 11 de marzo de 2004 en España se decidió antes de conocerse el envío de tropas militares españolas a Irak (finales de 2001) y obedeció a motivaciones de venganza por las sucesivas detenciones de integrantes del yihadismo.

#### Implicación de ETA[29]
Aunque formalmente los promotores mediáticos y políticos de estas teorías niegan haber promovido alternativa alguna a la autoría yihadista de los atentados, es falso. Realmente, en las primeras horas e incluso durante años plantearon, directa o indirectamente, la autoría de ETA en los atentados. Algunos pasajes de estas teorías utilizaron, con más o menos "elegancia periodística", errores o deficiencias en la investigación oficial. Llegaron a confundir un programador de lavadoras con el temporizador del sistema de activación de bombas de ETA.
Otras informaciones, menos elaboradas y fundamentadas, sostenían que "el Chino" (Jamal Ahmidan), jefe de la banda de Leganés, había sido narcotraficante en el País Vasco y le comentó a Trashorras, según consta en un informe policial, que conocía a los etarras de la caravana de Cuenca. Los partidarios de estas teorías infieren que cualquier persona que trafica con drogas en el País Vasco debe conocer a ETA y tener su permiso. Esta tesis podría justificarse por el férreo control de la banda terrorista de las actividades ilegales en su zona.
Estos periodistas, teniendo en cuenta los teléfonos móviles como sistemas de activación de bombas, en diversos artículos formularon varias hipótesis vinculando a ETA con los atentados del 11 M. Según defensores de estas teorías, ninguno de los fallecidos en Leganés disponía de los conocimientos técnicos necesarios para ello. Añaden que los ciudadanos indios dueños de la tienda donde se compraron los móviles afirmaron que éstos fueron adquiridos por personas de raza española, con acento español, y que hablaban entre ellos en una lengua extraña. El diputado del PP Jaime Ignacio del Burgo preguntó ante la Comisión de Investigación de los Atentados del 11-M si ese idioma hubiera podido ser el euskera.
Otra teoría implicaría a Yusuf Galán, elemento de la trama española del 11-S, que fue interventor electoral de Herri Batasuna, y se añadía que algunos de los terroristas, como El Chino, habían vivido o vivían en el País Vasco. Además, era polémico que Abdelkrim Beresmail, que se encontraba entonces la cárcel, poseyera la dirección de la prisión donde cumplían condena dos terroristas etarras: Harriet Iragui y Henri Parot y el nombre de este último, así como la fórmula de la cloratita, explosivo habitualmente empleado por ETA.
Diez años después de los atentados, Trashorras reconoció en una carta dirigida a uno de los abogados de las víctimas, que contribuyó a promover la teoría de la conspiración que implicó a ETA en el 11-M para generar confusión y así seguir la estrategia de la defensa que tenía entonces. 
Expertos en la lucha antiterrorista explicaron que un atentado tan indiscriminado como el de Madrid no lo hubiera cometido ETA, hubiera sido su final como banda. Habría desaparecido inmediatamente porque miembros de la misma banda se encargarían de eliminarla. ETA hubiera perdido el escaso apoyo social que conservaba y sin apoyo social una organización terrorista autóctona no puede subsistir.

#### Connivencia del PSOE
Los defensores de estas teorías, además de en las supuestas inconsistencias del sumario judicial, se basaban frecuentemente en la aplicación del principio Cui prodest? (¿a quién beneficia?), habitual en las investigaciones de delitos. A través de la interpretación de este principio, los autores enhebran sucesivas teorías que llevarían a que pudiese estar implicado el PSOE. Con ello especulan con que el atentado hubiese sido la causa de la derrota del Partido Popular en las elecciones generales que tuvieron lugar tres días después, dado que en todas las encuestas realizadas se daba por vencedor al PP con amplia diferencia hasta la comisión de la masacre, a partir de la cual remontó el PSOE.
El hecho de que Fernando Huarte, militante del PSOE asturiano y, al parecer, miembro encubierto de los servicios de inteligencia españoles, se entrevistara con Benesmail, implicado en el 11 M, antes y después del atentado (aparece en los diarios de visitas de la cárcel de Villabona) y que Almallah, el ciudadano sirio detenido, se afiliara al PSOE tras el atentado, también lo consideran indicios de la connivencia del PSOE. Pero consideradas globalmente estas teorías, de las mismas se desprende que sus autores entienden que el gobierno del PSOE tenía que ocultar datos, intentando evitar que se investigara más y se llegara a saber toda la verdad.

#### Otras teorías alternativas
Adjudicaron la autoría a ETA, Marruecos o incluso a los responsables de la "guerra sucia" durante los gobiernos de Felipe González.
También especularon con la afirmación de Zapatero que si ganaba retiraría de inmediato las tropas de Irak, lo que pudo producir un efecto llamada para cometer el atentado. En definitiva, los objetivos de las teorías eran bastante heterogéneos. El objetivo principal era desligitimar el resultado de las elecciones generales y el subsiguiente relevo democrático en el poder. 
Algunas de estas teorías, con las especulaciones más radicales, involucran en el atentado a policías, guardias civiles, jueces y confidentes que, según los autores de las teorías, formarían tramas cuya finalidad habría sido la derrota electoral del gobierno del Partido Popular. Algunas de las teorías más alarmantes: 
- La trama asturiana (Antonio Toro, Carmen Toro, Suárez Trashorras, Rafa Zouhier), a través de las informaciones que Zouhier proporcionaba a la Unidad Central Operativa (dependiente de la Guardia Civil).[62]
- Lavandera proporcionó información antes de los atentados a la Guardia Civil asturiana.[63] Según publicaciones al respecto y con motivo de la Comisión Parlamentaria del 11 M, había una cinta grabada de las confidencias.[64]
- El grupo de Lamari estaba controlado a través del agente del Centro Nacional de Inteligencia "El Pollero".[65]
- El grupo de "El Chino" estaba controlado a través del topo "Cartagena", informador de la Guardia Civil.[66]
- El Toyota con el que el que se estrelló "El Gitanillo" a su regreso a Asturias desde Madrid, fue el mismo que utilizó Jamal Ahmidan, alias "El Chino", en el viaje con los explosivos desde Avilés. En abril de 2007, la propietaria de ese coche dijo que el 5 de marzo de 2004 la Guardia Civil le preguntó por el acusado José Emilio Suárez Trashorras y por otra persona con nombre árabe. Así lo consideró acreditado la Fiscalía.[67][68]
- La ruta seguida por los que transportaron el explosivo desde Asturias también la consideraron sospechosa, ya que los terroristas buscaron pasar por Burgos en lugar de seguir una ruta más directa.[69] En el trayecto fueron detenidos por la Guardia Civil de tráfico, conducía "El Chino" a quien impusieron una multa, que pagó en el mismo momento para poder reanudar su marcha sin más dilaciones.[70]

En la Comisión de Investigación Parlamentaria del 11 M declararon todos los mandos de la Guardia Civil, directa o indirectamente afectados, por las noticias y declaraciones relacionadas con el explosivo y su tráfico hacia los islamistas. No negaron los hechos y hablaron del perfil de los confidentes y su escasa fiabilidad. En el Dictamen de la Comision del 11 M quedó reflejada la descoordinacion entre las FFCCSE.

## Elementos más importantes de las teorías de la conspiración
Desde abril del año 2004 a enero de 2014 el diario El Mundo publicó una serie de noticias y artículos de opinión que, en su conjunto, fueron y siguen siendo calificados por la generalidad de otros medios de comunicación como teorías de la conspiración del 11-M. Consideraban aspectos de la investigación sin aclarar y errores policiales que dieron lugar a sospechas en los procedimientos aplicados. Defendieron que el Ministerio del Interior español no estaba haciendo todo lo posible por llegar al fondo de las investigaciones. A estas teorías que lideraban los citados periodistas de El Mundo, se unieron la COPE, Libertad Digital y Radio City FM, a los que se unió Luis del Pino con su blog permanente.

### Polémica sobre el explosivo utilizado
Fue la causa principal de las diversas teorías. Sus autores basaban la certeza de la autoría en el tipo de explosivo utilizado: si habían utilizado Titadyn, concluían que el atentado había sido cometido por ETA,  de ahí la obsesión de centrar su atención en todo lo relacionado con el explosivo y con los TEDAX-NRBQ.

#### Análisis
Según los autores de las teorías de la conspiración, en contra del protocolo y a pesar de la relevancia de los atentados, no se realizó ningún informe por la Policía científica que pudiera precisar la naturaleza y el origen de los explosivos detonados en los trenes. Las mínimas muestras únicamente se examinaron en el laboratorio de los TEDAX-NRBQ, de medios limitados, donde sólo pudo determinarse que contenían dinamita, por medio de un informe que carecería de validez jurídica. Según consta en las explicaciones dadas por el Comisario jefe de los TEDAX-NRBQ, Sánchez Manzano, los análisis de impregnaciones siempre fueron realizados por los TEDAX-NRBQ y sus informes periciales validados por la autoridad judicial.

#### Nitroglicerina
El Comisario Jefe de los TEDAX-NRBQ, en declaraciones ante la Comisión de investigación de los atentados del 11 de marzo de 2004, a una pregunta del diputado aragonés José Antonio Labordeta (CHA), empleo la palabra nitroglicerina. En 2006, los autores de las teorías alternativas descubrieron que la nitroglicerina no era un componente de la Goma 2 ECO y creyeron que esta declaración tenía una importancia capital, pues indicaba que el explosivo empleado por los terroristas era diferente al que se robó en Asturias, lo que le permitió volver sobre el titadyne, que si tenía nitroglicerina.
Posteriormente, Sánchez Manzano dijo haberse equivocado y que pronunció dos veces nitroglicerina cuando en realidad lo que quería decir era dinamita. Desde siempre, la palabra nitroglicerina se ha asociado a la dinamita de cualquier tipo o marca. Incluso el Diccionario de la Real Academia Española aún define así la dinamita. En 1992, la empresa MAXAM había sustituido la nitroglicerina en la Goma 2 ECO por el nitroglicol, un compuesto químico derivado de la misma. En un titular posterior publicado por El Mundo se decía: "El fabricante de Goma 2 EC asegura que esta dinamita no tiene nitroglicerina desde 1992". En el contenido del mismo artículo se explicaba que la nitroglicerina se sustituyó en la dinamita Goma-2 ECO, no en la Goma 2 EC que se seguía fabricando hasta el año 2002. Así lo contempla la sentencia de la Audiencia Nacional, que admitía como prueba el acta de la Guardia Civil que constataba que, aún en 2004, en mina Conchita había dinamita Goma 2 EC, que si tenía nitroglicerina

#### Sólo tipo dinamita, no marca
En la Comisión de Investigación Parlamentaria sobre los Atentados del 11 M y en la Vista Oral, el Comisario Jefe de los TEDAX-NRBQ dijo que explosivo utilizado por los terroristas fue dinamita, sin especificar marca, y eso fue lo que comunicó el mismo día 11. Explicó: sin sustancia explosiva entera, es decir, restos de material explosivo, no se puede averiguar la marca. Cuando hay resto de material explosivo entero, sin explosionar, se envían a Policía Científica y entonces sí se puede saber la marca. También, ese día comunicó a las autoridades policiales que en las dos bombas que no explosionaron, encontradas en Atocha y El Pozo, los TEDAX, antes de neutralizarlas, habían observado que la sustancia explosiva era de color blanco. 
En la misma comparecencia, aseguró que en la furgoneta utilizada por los terroristas y recuperada en Alcalá de Henares se encontraron detonadores y un trozo de cartucho de dinamita GOMA 2 ECO, que sí analizó Policía Científica. En dicha inspección estuvo presente el comisario general de información Jesús de la Morena Bustillo. Esos detonadores permitieron a los TEDAX determinar, el 15 de marzo, que procedían de Mina Conchita, Aviles (Asturias)

#### Pericial de explosivos en vista oral
En la apertura del juicio oral, el 23 de enero de 2007, la Sala de lo Penal de la Audiencia Nacional, a requerimiento de las acusaciones, ordenó repetir el análisis de las muestras de los restos de explosión recogidas en los trenes. La Sala designó a cuatro peritos de Policía científica y a otros cuatro propuestos por las acusaciones. 
Según consta en el sumario y en declaraciones en la Vista Oral de la Inspectora Química de los TEDAX-NRBQ algunas de estas muestras, al hacer el análisis, habían sido lavadas con agua y acetona. A pesar de ello, el equipo de peritos logró encontrar en todas ellas muestras de dinitrotolueno (DNT), sustancia que no es un componente de la Goma 2 ECO, pero sí de otros explosivos como el Titadyn. Dos de los ocho especialistas (los representantes de la Policía científica) que integraban el equipo adujeron que podía tratarse de una contaminación de fábrica. Para salir de dudas, el presidente del tribunal, Javier Gómez Bermúdez, ordenó que se cotejaran muestras de Goma 2 ECO procedentes de la fábrica de Unión Española de Explosivos: Ninguno de los análisis practicados halló contaminación alguna de DNT en los cartuchos analizados.
Se da la circunstancia que el juez Javier Gómez Bermúdez ordenó instalar cámaras de vigilancia que grabaran las 24 horas en los laboratorios donde se efectuaron los análisis de las muestras. La tarde de la aparición de dinitrotolueno, las instalaciones sufrieron un apagón y las cámaras dejaron de grabar por un tiempo. Por otro lado, en una de las muestras, que no había sido lavada con agua y acetona, se encontraron restos de nitroglicerina, explosivo que tampoco está presente en la Goma 2 ECO, pero sí en otros tipos de dinamita, como la Goma 2 EC. 
El 2010 se hizo público un vídeo del laboratorio de análisis el día que se obtuvo la identificación del DNT entre los explosivos. La reacción de los peritos de las acusaciones al hallazgo del DNT ha servido de base a nuevas polémicas. Dicho vídeo no se entregó a las partes por no ser localizado. Al parecer, estaba catalogado bajo distinta nomenclatura.
El 16 de mayo de 2007 el Tribunal recibió el informe definitivo de los 8 peritos. El informe consta de 2.397 páginas —de ellas 222 son de conclusiones—. Cinco de los ocho peritos coincidían en apuntar que los terroristas utilizaron Goma 2, si bien no precisan si ECO o EC; hipotetizando que la presencia de dinitrotolueno (DNT) o la nitroglicerina (NG) —ambos componentes del Titadyn—, puede deberse a una posterior contaminación al estar en el depósito judicial con otras sustancias explosivas. Por otra parte, otro de ellos considera que se utilizó Titadyn.

#### Sentencia de la Audiencia Nacional[94]
En este sentido, la sentencia de la Audiencia Nacional, en su Fundamento Jurídico III.5. Origen de los explosivos y detonadores. Suministro (Hecho probado 5), dice: Los análisis detectaron en los focos de las explosiones producidas en los trenes los siguientes compuestos químicos a los que, entre corchetes, asociamos una marca de dinamita plástica:
- En todas las muestras, dibutilftalato o ftalato de dibutilo en un porcentaje muy superior al 1% [GOMA 2 ECO]
- Nitroglicol -EDGN- en porcentajes superiores al 1% en todos los focos [GOMA 2 ECO]
- Dinitrotolueno -DNT- en varios focos en porcentajes muy inferiores al 1% [GOMA 2 EC y TITADYNE]
- Nitroglicerina -NG- en un foco de explosión en porcentaje muy inferior al 1% [GOMA 2 EC y TITADYNE]

También establece como probado, con facturas incluidas, que la GOMA 2 EC seguía circulando en mina Conchita en el año 2004. En el Hecho Probado 5 se establece que toda o gran parte de la dinamita procede de mina Conchita.
En el mismo Fundamento Jurídico III. 5, el Tribunal, reitera y determina que fue DINAMITA, no descartando ninguna marca de la misma en las explosiones de los trenes. Es decir, el Tribunal reitera lo que comunicaron los TEDAX el mismo día de los atentados: sólo se puede determinar que en las explosiones de los artefactos en los trenes se utilizó DINAMITA.

### Infundada e ineficaz polémica de los explosivos[97]
La polémica sobre los explosivos no tenía fundamento según los detractores de estas teorías de la conspiración. Consideraban que los análisis e informes que habían realizado los TEDAX-NRBQ durante 40 años nunca habían sido cuestionados, fueron validados por la Audiencia Nacional y sirvieron como fundamento en varias condenas. En los atentados del 11 M siguieron los procedimientos establecidos en su normativa interna, los mismos que habían seguido en los atentados de ETA y otros grupos terroristas. También en las comunicaciones que hicieron los TEDAX-NRBQ a las autoridades policiales y políticas se ajustaron a lo establecido. Ellos, en sus comunicaciones, nunca excluyeron marca alguna de dinamita (no excluyeron el Titadyn). En los escenarios de las explosiones, es decir en los trenes, sólo dijeron dinamita, así consta en documentos oficiales y en declaraciones del Comisario jefe de los TEDAX-NRBQ. No podían decir Titadyn porque en las bombas sin explosionar localizadas en Atocha y El Pozo, antes de ser neutralizadas, los TEDAX-NRBQ observaron que la sustancia explosiva era de color blanco (el Titadyn es de color rojo). Lo que fue comunicado a las autoridades policiales, inmediatamente, sobre las 10 horas de ese mismo día 11, por el jefe de los TEDAX, además de elaborar nota informativa que consta en el sumario (folio 1629).
La autoría de los atentados del 11 M no se estableció por los explosivos que utilizaron los terroristas (salvo la trama asturiana), se estableció por otros medios de prueba: la furgoneta, los detonadores, la bomba desactivada, los teléfonos móviles, las llamadas, la localización a través de las BTS (estaciones base de teléfonos móviles), las huellas, el ADN, etc.
La Sentencia de la Audiencia Nacional 65/2007, ratificada en esta cuestión por la del Tribunal Supremo de 17 de julio de 2008, disipó las dudas generadas sobre el explosivo utilizado en las explosiones de los trenes. Sin embargo, los autores de las teorías de la conspiración volvieron a incidir con los explosivos, tratando de convencer a la opinión pública que se había utilizado Titadyn. Incluso publicaron y promocionaron, en el 2009, cinco años después, un libro titulado Titadyn  Estos periodistas, con esa obsesión por el Titadyn y ETA, obviaban en sus noticia u opiniones que, tanto los TEDAX-NRBQ como la Audiencia Nacional, no habían excluido esa marca de dinamita desde el mismo momento en que se produjeron los atentados, como reiteradamente ha hecho constar el Comisario Jefe de los TEDAX-NRBQ.

### Otros elementos importantes de las teorías
Las teorías de la conspiración del 11 M incidieron en varias y heterogéneas cuestiones relacionadas con la instrucción del sumario. Las más importantes y sobre las que más teorizaron:
- El 18 de junio de 2004, Casimiro García-Abadillo inicia la publicación de estas teorías en El Mundo.[104]
- La Policía encontró el Skoda tres meses antes de los atentados del 11-M[105][106]
- “¿Y si lo hizo un policía?”. El 28 de agosto de 2005, en carta del director, Pedro J. Ramírez escribía: "....Y mi diagnóstico de que el 11-M se engendró muy probablemente en el seno –o al menos en el regazo- de los aparatos del Estado adquiriría una creciente virtualidad…”.[107]
- Ocultación de radiografía efectuada a la bomba desactivada en Vallecas.[108]
- La Goma 2 ECO que se encontró en el registro de la furgoneta Kangoo no era de los terroristas, había salido del almacén de los TEDAX.[109] En la vista oral quedó establecido que en la Furgoneta se encontraron los efectos reseñados por Policía científica, entre ellos el resto de cartucho GOMA 2 ECO y el detonador.[110]
- Manipulación de la procedencia de la bolsa que contenía la bomba desactivada en Vallecas.[111][112] En el juicio quedó demostrado que la cadena de custodia no se rompió ya que dos policías metieron los efectos personales de las víctimas en bolsas grandes que no fueron abiertas hasta que llegaron a la comisaría de Vallecas[113][114]
- La Policía dio datos falsos al Juez con la aparición de metenamina en el análisis del explosivo.[115][116]
- Similitud de teléfonos utilizados por ETA y los teléfonos móviles del 11-M.[117][118][119]
- A los terroritas en Leganés ¿se suicidaron o les suicidaron?[120][121]
- La Policía envía por cuarta vez al juez datos falsos sobre el explosivo de la furgoneta.[122][123]
- Furgoneta de los terroristas hallada en Alcalá de Henares estaba vacía.[124][125]
- En la furgoneta se encuentró una tarjeta con la inscripción "Grupo Mondragón", eso la vinculaba a ETA.[126] En realidad era una caste de la Orquesta Mondragón[127]
- La Policía obtuvo datos del 11-M sin orden judicial y de forma inverosímil[128][129]
- En un registro del 11 M se halla un temporizador ST como los de ETA.[130][131]
- La UCO (Guardia Civil) puso los explosivos del 11-M en el mercado.[132]
- Los promotores de estas teorías, cuando ya no podían mantener la autoría de ETA, implicaron en los atentados a los servicios secretos marroquíes y franceses.[133][134][135]
- Los enigmas del 11-M, LibrosLibres-Spiritus Media-Voz Papel, 2009, ISBN 978-8496088450, con prólogo de César Vidal (Luis del Pino)
- Las mentiras del 11-M, 2007, Debolsillo, ISBN 978-8483465097 (Luis del Pino)
- 11-M Golpe de régimen, La esfera de los libros, 2007, ISBN 978-8497345989 (Luis del Pino)

### Del ácido bórico a ETA
En septiembre de 2006, el periódico El Mundo denunció a cuatro mandos policiales de la Policía Científica por alterar un informe sobre el ácido bórico que hacía improcedentes e incomprensibles menciones a la organización terrorista ETA. Las acusaciones se basaban en el hallazgo por la Policía Nacional de ácido bórico en un piso de la organización terrorista ETA en Salamanca y, tras el 11-M, en otro registro de un piso ocupado por islamistas.
El supuesto delito, cuya existencia denunciaban, consistía en la manipulación por parte de un funcionario de policía de un informe pericial que relacionaba a ETA con los integristas islámicos acusados de participar en los atentados del 11-M. El periódico revelaba la existencia de un informe pericial realizado el 21 de marzo de 2005 por los peritos Manuel Escribano, Isabel López y Pedro Manrique, en el que estos respondían al requerimiento de análisis de una sustancia encontrada en el domicilio de Hassan El Haski, implicado en los atentados del 11-M. Además de responder a la pregunta, indicando que la sustancia era ácido bórico, los peritos incluían un apartado denominado "Observaciones" en el que listaban dos informes periciales anteriores en los que se había identificado ácido bórico: los relativos a sustancias halladas el 6 de noviembre del 2001 en un piso de ETA en Salamanca y el 27 de octubre de 1999 en el piso de un militante antisistema en Madrid, afirmando que ambos estaban relacionados con terrorismo. Finalmente, hacían constar que, aunque desconocían la "verdadera aplicación del ácido bórico" en relación con ambos casos, especulaban sobre posibles usos terroristas de esta sustancia citando, a modo de ejemplo, que quizás podría servir "como conservante de los explosivos de tipo orgánico, para enmascarar el explosivo y evitar ser detectado por los perros especialistas en detección de explosivos, etc.". El informe finalizaba con que dichas posibilidades llevaban a los autores del informe a sugerir "la posibilidad de que el autor/autores de estos hechos estén relacionados entre sí y/o hayan tenido el mismo tipo de formación y/o sean el/los mismo/s autor/autores".
El 11 de julio de 2006 El Mundo publicó el informe que los peritos habían entregado a su superior, en un artículo titulado: "Interior falsificó un informe que planteaba vínculos entre ETA y el 11-M antes de enviárselo a Del Olmo"

1.- El Ácido Bórico, en relación con hechos terroristas, fue identificado en este Laboratorio en los siguientes Informes Periciales:
- Informe Pericial 868-Q1-01, emitido el 5-12-2001, procedente del Grupo de Terrorismo de Inspecciones Oculares del Servicio Central de Investigación Técnica, de la Comisaría General de Policía Científica. Asunto 263-IT-01, en relación con el registro efectuado el 6-11-2001 en el piso franco de ETA, sito en la Plaza Castrotorace, 9-11, 2º D, de Salamanca, por cuyo hecho se tramitaron diligencias 10.401 de la Brigada Provincial de Información de Madrid, elevadas al Juzgado Central de Instrucción nº 4 de la Audiencia Nacional, que instruye Diligencias Previas 1588/2001.

...

3.- Que dado lo poco frecuente en que esta sustancia ha sido intervenida en hechos terroristas y a que nosotros ignoramos su verdadera aplicación en relación con estos hechos, existen varias posibilidades, tales como: conservante de los explosivos de tipo orgánico, enmascarar el explosivo para no ser detectado por los perros especialistas en detección de explosivos, etc., nos lleva a la posibilidad de que el autor/autores de estos hechos estén relacionados entre sí y/o hayan tenido un mismo tipo de formación y/o sean el/los mismo/s autor/es.

Posteriormente, el 23 de septiembre de 2006, Juez del Olmo solicita informe sobre el ácido bórico a la Unidad Central de los TEDAX-NRBQ, en el que se especifica que nada tiene que ver con sustancias explosivas, literanmente informa: "No existe dato, informe, documento, estudio o similar que avale, en las investigaciones realizadas por la especialidad de Desactivación de Explosivos del Cuerpo Nacional de Policía, el uso de ácido bórico como elemento de sustancia explosiva, ni como precursor de explosivos, en España".
Después del proceso judicial y de la exposición mediática a la que sometieron a estos mandos policiales, sus actuaciones se consideraron ajustadas a la ley por estar dentro de sus competencias (los peritos se habían extralimitado en el contenido de su pericia). El 4 de julio de 2008 se publicó la sentencia del caso absolviendo a los imputados.

### Las "teorías" en el Congreso de los Diputados
"Al menos hasta el día en que dejé el ministerio, no había una sola pista que permitiera adjudicar la autoría del 11-M a ETA" (Ángel Acebes, 17 de mayo de 2004)

El 2 de abril de 2004 se constituyeron las Cortes Generales, dando lugar a la nueva -la octava- legislatura. El 17 de mayo se decide crear la Comisión Parlamentaria de Investigación del 11 M. En ella se alimentaron las teorías de la conspiración, se cruzaron acusaciones entre los partidos políticos y se hizo más patente la división de las víctimas. Jaime Igancio del Burgo (PP) fue quien más lejos llegó en el apoyo a las teorías de la conspiración. Llegar a unas conclusiones con unanimidad fue imposible y las divergencias continuaron más alla de la Comisión. 
A lo largo de la VIII Legislatura (2004-2008) el PP, a través de su portavoz Eduardo Zaplana y en términos similares a las noticias que difundían las teorías de la conspiración, formuló más de 300 preguntas parlamentarias sobre la actuación de la Policía Nacional, de la Guardia Civil y la instrucción del Sumario. Quienes formulaban las preguntas parlamentarias pertenecían al partido que el 11 de marzo de 2004 aún conformaba el Gobierno (PP). Resultaba chocante por incoherente, que ellos mismos alegaran deficiencias en la tarea desempeñada por los Cuerpos y Fuerzas de Seguridad del Estado cuando realizaron las indagaciones estando aún bajo su responsabilidad. Llevaron al Congreso preguntas tan ridículas como el hallazgo, en un registro domiciliario en el 11-M, de un temporizador ST (como los de ETA), cuando ya constaba en el sumario que era una pieza de una lavadora.
La prensa que no participó de las teorías, que fue la mayoría, fue muy crítica con esta acción política. No era comprensible que situaciones y hechos como los del 11-M, sometidos a la justicia desde el principio y con víctimas de por medio, no quedaran exentos del debate político o al menos silenciados hasta el final del proceso judicial. De esta forma, no se hubiera comprometido la autonomía e independencia de la función policial y judicial y, a la vez, se hubiera respetado a la parte más importante, las víctimas del atentado.

### Las "teorías" en la Vista Oral[152]
Durante el desarrollo de la vista oral, las teorías de la conspiración estuvieron presentes en la Sala por medio de un abogado defensor y varios abogados de la acusación, que se dedicaban a poner en entredicho las manifestaciones de los testigos que ellos mismos habían presentado, lo que fue calificado por el fiscal jefe de la Audiencia Nacional, Javier Zaragoza como "esquizofrenia procesal".  
Cuando se iniciaron las declaraciones de policías y guardias civiles, volvieron a surgir la "teorías" 
En la Vista Oral era una constante el intento de colar las "teorías". En la declaración del Comisario jefe de los TEDAX-NRBQ, Gómez Bermúdez tuvo que pararle los pies esta vez a Emilio Murcia, abogado de la Asociación de Victimas del Terrorismo (AVT).

### El libro"Titadyn"(2009): insistencia en la autoría de ETA
El 2 de junio de 2009, pasados cinco años desde los atentados y publicadas las sentencias de la Audiencia Nacional (2007) y del TS (2008), el director de El Mundo, Pedro J. Ramírez y Casimiro García-Abadillo presentan un libro titulado "Titadyn". En el extenso prólogo (54 páginas) escrito por Casimiro García-Abadillo se recopilan las teorías de la conspiración difundidas con anterioridad. En un nuevo intento de involucrar a ETA, trata de justificar que en los atentados de los trenes de cercanías los autores habían utilizado dinamita Titadyn, dinamita utilizada por ETA. A la presentación de dicho libro fueron algunos dirigentes del PP que, aún en el 2009, no habían sido capaces de desconectar con las teorías de la conspiración del 11-M.
En esa misma fecha, el 2 de junio del 2009, Pedro J. Ramírez, emulando la misiva que Emile Zola publicó en 1898, publica un artículo titulado Yo acuso (España 2009), en el que acusa a jueces, fiscales, policías y guardias civiles de ocultar y manipular pruebas. Las críticas negativas al acto de presentar el libro y al Yo acuso, grabados en un video, fueron numerosas en todos los ámbitos. 

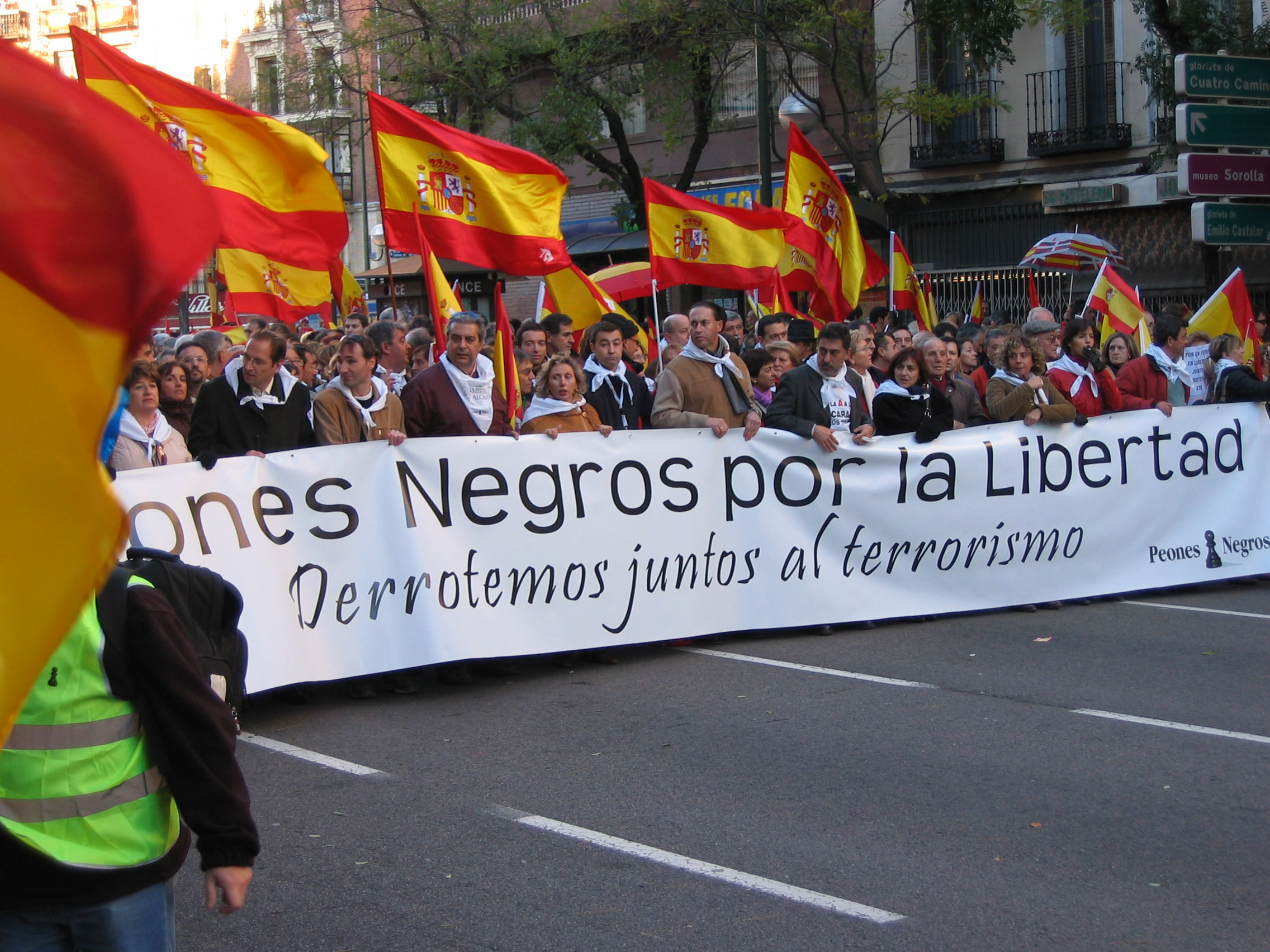
Pancarta de los Peones Negros en la manifestación de 2007 de la AVT en Madrid

En primavera de 2009 la polémica se reabrió, insistiendo en la autoría de ETA con la publicación del libro Titadyn y las declaraciones de algunos de los peritos particulares (designados por las acusaciones) que habían participado en el informe pericial concedido por la Audiencia Nacional. Entre otras cosas, denunciaron haber trabajado a contrarreloj por presiones gubernamentales, y señalaron que los TEDAX-NRBQ habían "lavado" inoportunamente las muestras de los focos, además de la versión falseada del análisis reproducida en el informe oficial, relatando posteriormente estos hechos y sus propias conclusiones en el libro Titadyn, publicado en 2009. En su extenso prólogo, Casimiro García-Abadillo reproduce las teorías de la conspiración difundidas en años anteriores.

### Otras teoríasespeculativaso "enigmas"
Luis del Pino afirma haber estudiado el sumario (y resaltado sus contradicciones) de forma sostenida y detallada, con la colaboración del foro de "Peones Negros". Ingeniero de Telecomunicación y colaborador de Libertad Digital y de City Fm Radio, dice basar sus afirmaciones en el sumario del juez Del Olmo y lo ha analizado, según él, en detalle. En su blog de enigmas del 11 M sostiene que aún se desconoce quién eligió la fecha, los nombres de los terroristas que efectivamente colocaron las bombas y el explosivo verdaderamente utilizado. Afirma que se ocultan las grabaciones de los terroristas en las estaciones, hechas públicas en 7-J en Londres. También ha sostenido que el sumario parece indicar que los suicidas de Leganés no fueron los organizadores ni se habrían suicidado, sino que serían unos mercenarios a los que se les habría pagado 3.000 euros por colocar las mochilas-bomba del 11-M. Afirma que, tanto la mochila que no estalló, como la camioneta y un coche usados por los terroristas para llegar a la estación de Alcalá de Henares, son pruebas falsas.
Luis del Pino afirmó que las autopsias archivadas en el sumario revelaban que los cuerpos no tenían metralla, a diferencia de lo que sucedía en el explosivo de la citada mochila de Vallecas, que sí la tenía. Carmen Baladía (Directora del Instituto Anatómico Forense durante el 11-M) en una entrevista concedida a Luis del Pino en la que detallaba como coordinó y supervisó las labores de identificación y las autopsias de las víctimas, contestaba de esta manera a una de las preguntas sobre la metralla:
Luis del Pino: "¿En los cuerpos de las víctimas del 11-M había metralla, clavos, tornillos?". Carmen Baladía: "Nada, nada en absoluto. De los 191 cuerpos solamente creo que en uno se encontró un fragmento metálico, que debía ser, lógicamente, de los trenes. Pero ni clavos, ni tuercas, ni tornillos. No había metralla entre nuestros 191 muertos".
En cuanto al explosivo utilizado, este colaborador de Libertad Digital, basándose en noticias publicadas por El Mundo mantiene que no fue GOMA 2 la utilizada Se centra en que en un informe de explosivos figura aparece una contaminación accidental de metenamina tanto en el explosivo Goma2 como en la muestra indubitada de Goma 2 ECO proporcionada por los TEDAX-NRBQ para, a partir de ahí, afirmar que se oculta la verdadera identidad del explosivo. Identidad que él no alcanza a precisar, calificándolo muchas veces como explosivo militar.
La Guardia Civil comprobó que la "metenamina" era un elemento contaminante generado en el cromatógrafo.
Luis del Pino, en su serie "Enigmas sobre el 11-M", especula con que las fotografías de los explosivos de la bolsa de Vallecas y el de la furgoneta de Alcalá son idénticas. Publica otras especulaciones como que la cinta con versos del Corán se la dan por error al dueño de la furgoneta, o que los teléfonos móviles, según él, no tenían potencia suficiente para activar los detonadores.
El comisario José Manuel Villarejo asumía que los servicios de inteligencia de Francia y Marruecos estaban detrás de los atentados como venganza por el apoyo de España a George Bush y por el incidente de Perejil. Los ataques se habrían preparado en un castillo propiedad de Mohamed VI en Betz-le-Château. Además, Villarejo anotó que hubo en los preparativos de los atentados un «apoyo puntual» de asesores «externos», entre los que cita a miembros de ETA y a espías «de Irán e Irak» sin precisar más datos.

## Las sentencias judiciales del 11M y las teorías de la conspiración[175]
La sentencia de la Sala de la Audiencia Nacional, al valorar y resolver sobre las cuestiones que conformaron las teorías de la conspiración, es contundente. Incluso llega a definir el método utilizado por sus autores:
Fundamento jurídico I.2.1

“Como en muchas otras ocasiones a lo largo de este proceso, se aisla un dato –se descontextualiza- y se pretende dar la falsa impresión de que cualquier conclusión pende exclusivamente de él, obviando así la obligación de la valoración conjunta de los datos –prueba- que permita, mediante el razonamiento, llegar a una conclusión según las reglas de la lógica y la experiencia”.

El Tribunal es, aún, más explícito en el Fundamento Jurídico III: Valoración de la prueba sobre los hechos. 3:
Cuando se publicaron las sentencias, el contenido de las mismas le resulto indiferente a los autores de las teorías de la conspiración, ellos continuaron defendiendo sus posiciones, aunque las sentencias constataban que eran erróneas.
Lo sorprendente de estas teorías de la conspiración fue su persistencia y duración de lo que, posteriormente, se lamentaba el magistrado ponente Javier Gómez Bermúdez. No fue suficiente para sus autores la publicación de las sentencias de la Audiencia Nacional 65/2007, el 31 de octubre de 2007 y la del Tribunal Supremo de 17 de julio de 2008. Varios años después continuaban defendiendo sus teorías de la conspiración a pesar de las sentencias.En el 20 aniversario, el ponente de la sentencia ex magistrado Gómez Bermúdez fue más explícito en relación con las "teorías" 

## Abandono de las teorías de la conspiración
Los periodistas Pedro J. Ramírez y Casimiro García-Abadillo del diario El Mundo, junto al locutor de la COPE Federico Jiménez Losantos, fueron persistentes durante muchos años, lo que llegó a inducir al nuevo fiscal del Estado Eduardo Torres-Dulce, nombrado por el gobierno del Partido Popular presidido por Mariano Rajoy, para que el 2 de marzo de 2012 ordenara abrir una investigación a raíz de una noticia aparecida en Libertad Digital. En esta noticia se insinuaba que la policía o el juez instructor Juan del Olmo había ordenado ocultar en el lugar donde trabajó la empresa que se encargó de la reparación o el desguace de los trenes restos de uno de ellos sobre los que, según la noticia, no se hizo «ningún estudio» o «en caso de que se hiciera se ha mantenido oculto». Tres meses después el caso era archivado porque los fiscales no apreciaron «ninguna actuación de ocultación o manipulación de los referidos restos» para hacer desaparecer pruebas. Los fiscales afirmaban que «todo se llevó a cabo con pleno conocimiento de los órganos judiciales de la instrucción de la causa y del enjuiciamiento, que fueron informados en su momento».
En el 2007, dentro del Partido Popular, algunos como Vicente Martínez Pujalte, interpretando los hechos a su manera, empezaron a mostrarse cansados de tanta teoría de la conspiración.

### Declaraciones con motivo del décimo aniversario del atentado
A los diez años, en el 2014, políticos y algunos periodistas empezaron a renegar de todas o de algunas de las «teorías de la conspiración» que hasta entonces habían mantenido.
El ministro del Interior español, Jorge Fernández Díaz (PP), afirmó que «ETA no fue la causante del 11M» y que el 11M es un caso «formalmente cerrado». El presidente del Congreso de los Diputados, Jesús Posada (PP), declaró que «Yo nunca entendí la teoría de la conspiración». La diputada Irene Lozano (UPyD) proclamó que «la teoría de la conspiración ha muerto de inanición» y que el 11M es un «caso cerrado».
El nuevo director del diario El Mundo, Casimiro García-Abadillo, publicó un editorial en el que reconocía haber cometido errores, al haber dado «crédito a algunas informaciones faltas de rigor», y acusaba a «los servicios secretos» de haber desorientado a los partidarios de la conspiración hasta hacerles parecer «una pandilla de iluminados».
En las mismas fechas otras personalidades que en el pasado habían apoyado la teoría de la conspiración hicieron declaraciones más ambiguas: «[veo] improbable la participación de ETA, aunque no la descarto» (Pedro J. Ramírez, exdirector del diario El Mundo); “lo importante es saber quién hizo aquel atentado tan salvaje” (Ignacio González González, PP); "hubo personas (...) dispuestas a matar inocentes a fin de conseguir oscuros objetivos de poder" (Antonio María Rouco Varela, cardenal-arzobispo de Madrid).
Pedro J. Ramírez y Federico Jiménez Losantos siguieron recordando, años después y esporádicamente, que ellos no se habían arrepentido y seguían recordando sus teorías cuando se presentaba la ocasión.
En el 15º aniversario hubo más criticas y descalificaciones de las teorías de la conspiración del 11 M, considerándolas como la mayor 'fake news' de nuestra historia.
En el 20 aniversario, sin embargo, la fundación del expresidente Aznar enturbia la conmemoración  del 11M al atacar a quienes desmontaron la teoría de la conspiración. En este 20 aniversario proliferaron declaraciones y entrevistas de jueces, fiscales y policías que intervinieron en los atentados en los trenes, en la línea del AVE y en el piso de Leganés, la mayor parte referenciadas en esta página o en la de los atentados del 11-M. Con estas declaraciones han quedado totalmente refutadas las "teorías", aunque una parte de la población siga teniendo reticencias sobre la versión oficial. 

### Reconocimiento explícito del error de las «teorías de la conspiración»
En 2019, David Jiménez, director de 'El Mundo (mayo 2015 – mayo 2016), publicó el libro El director. En las páginas 63 y 64, describe a los autores, las motivaciones y el desarrollo de dichas teorías; así como las consecuencias para el periódico El Mundo.

## Herencia de las teorías de la conspiración
Los periodistas Pedro J. Ramírez y Casimiro García-Abadillo del diario El Mundo y el locutor de la COPE Federico Jiménez Losantos, dedicaron denodados esfuerzos en mantener noticias y opiniones que ponían en duda los procedimientos y resultados de la investigación policial y de la instrucción del sumario. Después, siguieron sembrando dudas sobre la vista oral y, lo más sorprendente, sobre las sentencias. Lo hicieron durante diez años, con un desmedido sensacionalismo, poniendo en duda el crédito de las instituciones. Incluso alguno de sus acólitos, Manuel Marraco, siguió años después del décimo aniversario insistiendo en las teorías.
La intensidad, persitencia y larga duración de estas teorías, tuvieron efectos negativos, algunos de gran calado:
- Impidieron o enmascararon el debate sobre la descoordinación entre los Cuerpos y Fuerzas de Seguridad del Estado y, sobre todo, de la deficiente gestión del Gobierno en materia preventiva cuando ya había sido advertido del riesgo de atentado islamista en los años y meses anteriores a los atentados. Hecho que quedó reflejado en el Dictamen de Conclusiones de la Comisión de Investigación Parlamentaria del 11 M.[202][203]
- Hicieron mucho daño durante varios años a las victimas. Le causaron dolor y las dividieron.[204] Estos reducidos medios que propagaron las teorías de la conspiración no siguieron las recomendaciones de los expertos para evitar la victimización secundaria de las víctimas y contribuir con noticias y opiniones sosegadas a diluir el componente subjetivo de las víctimas. Según especialistas que trabajan con victimas de hechos violentos, el maltrato institucional o social (opinión publicada) puede contribuir a agravar el daño psicológico de la víctima o a cronificar las secuelas psicopatológicas.[205]

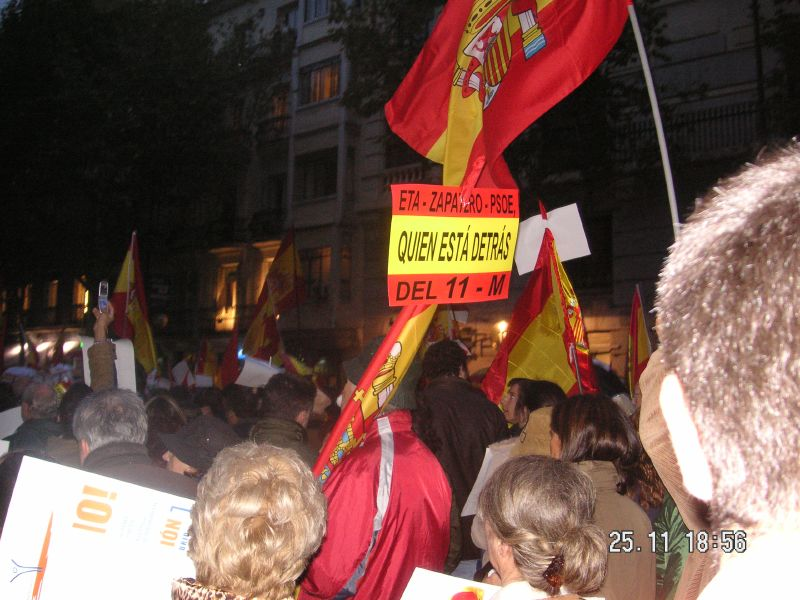
Pancarta en la manifestación convocada por la Asociación de Víctimas del Terrorismo el 25 de noviembre de 2006 contra el Gobierno de José Luis Rodríguez Zapatero. La pancarta, sobreimpresionada sobre la bandera española, dice "ETA - Zapatero - PSOE: ¿Quién está detrás del 11-M".

- Crisparon la política al alimentar con sus especulaciones actuaciones políticas sectarias.[206] En la Comisión de Investigación Parlamentaria del 11 M ya se escenificaron los desacuerdos entre las formaciones políticas sobre las actuaciones policiales, la gestión de comunicación política de los atentados durante los tres días siguientes. Todo se complicó más todavía por la difusión de algunos videos y documentales con ocasión del primer aniversario. Uno de ellos, cuatro días que cambiaron España, emitido por Telemadrid. Luego siguieron las más de trescientas preguntas parlamentarias a lo largo de la VIII Legislatura.[207]
- Contribuyeron de manera decisiva en la derrota electoral del Partido Popular en el 2008.[208]
- Dividieron a la sociedad. En España tuvo lugar el cénit de la tensión social y política. En democracias más antiguas como Estados Unidos y Reino Unido, atentados similares (11-S y 7-J, respectivamente) no produjeron apenas fractura social, sino que unieron a la sociedad civil en torno a sus instituciones, Este fenómeno, denominado «agrupamiento tras la bandera», no se produjo en el 11 M debido, entre otros factores y según los expertos en terrorismo, a la mala gestión de la crisis llevada a cabo por el entonces presidente José Mª Aznar.[209][210]
- Fomentaron la xenofobia e islamofobia con la reiteración de las noticias y opiniones tendenciosas sobre los atentados, manteniendo en la opinión pública el recuerdo permanente de las investigaciones y detenciones de musulmanes. No era necesario hacerlo reiterada y torticeramente como lo hicieron los autores de las teorías de la conspiración.[211]
- Socavaron el prestigio de instituciones del Estado como la Justicia, Fiscalía y las Fuerzas y Cuerpos de Seguridad.[212] Sin embargo, en otros países, obviando las teorías de la conspiración, por los medios de comunicación se resaltó el trabajo de la Justicia y la Policía española al suponer el triunfo del estado de derecho frente al terrorismo.[213]

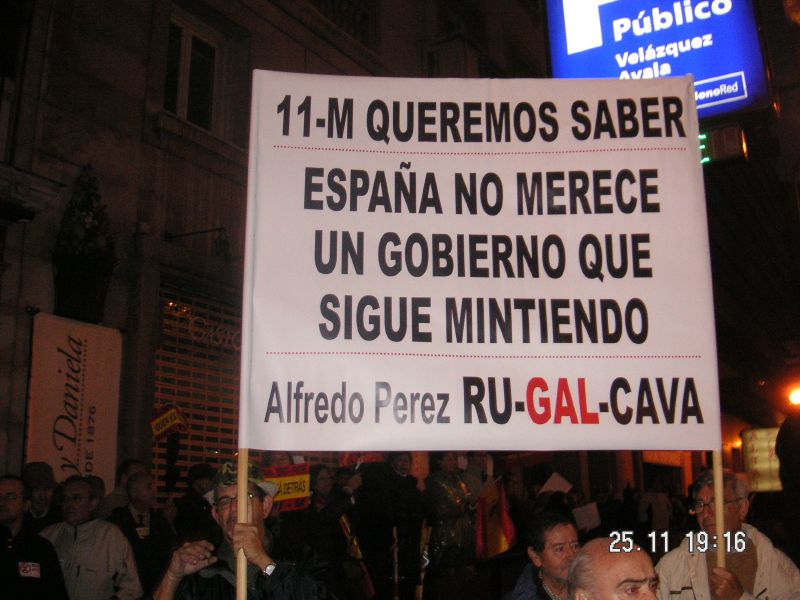
Manifestación convocada por la Asociación de Víctimas del Terrorismo el 25 de noviembre de 2006 contra el Gobierno de José Luis Rodríguez Zapatero. La pancarta insinúa que "el ministro de Interior Alfredo Pérez Rubalcaba miente sobre el 11-M, como supuestamente mentía en relación a los GAL".

Excepto los periodistas, locutores e "investigadores" mencionados, el resto de los profesionales y medios de comunicación se mantuvieron al margen de las teorías de la conspiración del 11 M. No le dieron credibilidad alguna. Estas teorías fueron descalificadas por otros periodistas por falta de rigor. También descalificaron a algunos de sus autores por su mala praxis. En todos los ámbitos, excepto para el reducido número de conspiracionistas, fueron consideradas un grave error por el daño que hicieron a las victimas, a la sociedad y a las instituciones.
Hasta que llegó el 10º aniversario de los atentados, sus autores no dejaron de publicar noticias con medias verdades u opiniones sobre las investigaciones policiales, el sumario y las sentencias. Las teorías se habían ido apagando paulatinamente y sus autores comenzaron a retractarse parcialmente.
En abril de 2009, Federico Jiménez Losantos es cesado como locutor en la emisora COPE
En febrero de 2014, Pedro J. Ramírez es destituido
En abril de 2015, Casimiro García-Abadillo es cesado en la dirección del periódico. Este periodista, no siguió defendiendo su primera y acertada opinion expuesta en el artículo titulado "Pecado de soberbia", publicado el 29 de marzo de 2004, sobre la autoria del atentado yihadista. Entonces, él calificaba como deficiente y desastrosa gestión de la comunicación de los datos. En el mismo artículo, García-Abadillo hacía la siguiente advertencia: Nadie puede protegerse contra la verdad. 

## Consecuencias
- La esposa del comisario Rodolfo Ruiz se suicidó a raíz del acoso ejercido contra su familia por los partidarios de la teorías de conspiración.[228] [229]
- La presidenta de la Asociación de Víctimas del 11-M, Pilar Manjón cuyo hijo murió en el 11-M, ha recibido amenazas e insultos anónimos durante al menos los diez años siguientes al atentado, por no sumarse a estas teorías de la conspiración.[230]